# بو قلبين (مسلسل)
بو قلبين، مسلسل تلفزيوني كويتي أنتج وعرض في عام 1997، كتبه الإماراتي جمال سالم وأخرجه غافل فاضل.

## ملخص القصة
تتوفى زوجة (كنعان)؛ فيدخل في حالة عزلة عن الدنيا. وفي أحد الأيام يذهب مع أخته إلى إحدى المجلات لكي يتم توظيفها هناك، فيقابل رئيسة التحرير (دلال) التي يجد أنها شبيهة بزوجته، كما يقابل صديقتها الممثلة (قماشة) التي أرادت أن تتزوجه، ولكن إعجابه بدلال يدفعه للعمل بنفس المجلة، ويقرر الزواج من الصديقتين.

## الفنانين المشاركين
- داوود حسين .. بدور كنعان.
- انتصار الشراح .. بدور قماشة.
- طارق العلي .. بدور إبراهيم الأدعم.
- مريم زيمان .. بدور دلال.
- أحمد السلمان .. بدور فيصل.
- محمد السريع .. بدور أبو يوسف.
- لطيفة المجرن .. بدور أم كنعان.
- رشا مصطفى .. بدور سلوى.
- عبير أحمد .. بدور أمل.
- علي السميري .. بدور يوسف.
- خليفه خليفوه .. بدور ساحر.
- علي سلطان.
- صادق الدبيس.
- ناصر كرماني.
- بدر الطيار.
- فايز العامر.
- فيصل بوغازي.
- جمال الشطي.
- خالد العجيرب.